# Semele proficua
Semele proficua är en musselart som först beskrevs av Pulteney 1799.  Semele proficua ingår i släktet Semele och familjen Semelidae. Inga underarter finns listade i Catalogue of Life.